# Johann Gottlieb Hantzsch
Johann Gottlieb Hantzsch (* 19. März 1794 in Neudorf; † 3. April 1848 in Dresden) war ein deutscher Genremaler.

## Leben und Werk
Der Sohn des Maurers Johann Gottlob Hantzsch besuchte von 1811 bis 1822 die Kunstakademie Dresden. Zuerst widmete er sich militärischen Motiven und romantischen Darstellungen. Ab 1827 malte Hantzsch vor allem häuslich-kleinbürgerliche Motive, die teilweise von dem mit ihm befreundeten Ludwig Richter gestochen wurden (Der blinde Dorfgeiger, Der erste Zahn, Dorfhochzeit). Ab 1834 war er als Zeichenlehrer beim Sächsischen Kadettenkorps tätig.
Johann Gottlieb Hantzsch war zweimal verheiratet. Seine erste Ehe schloss der am 4. Juni 1835 in Dresden mit Emilie Kretschmar Tochter des Dresdner Kaufmanns August Heinrich Kretzschmar. Seine erste Frau verstarb mit 27 Jahren am 22. März 1837 im Wochenbett. Am 13. September 1838 ehelichte er Mathilde Kretzschmar (1805–1883), ältere Schwester seiner ersten Ehefrau. Seine Tochter Agnes Mathilde (1840–1861) heiratete 1859 den Sohn Ludwig Richters, Johannes Heinrich (1830–1890). Nach dem Tod seiner ersten Frau heiratete dieser die zweite Tochter Hantzsch’, Julie Amalie.

## Werke (Auswahl)

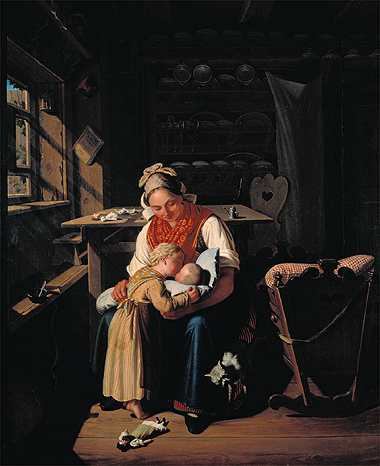
Häusliche Szene, 1831

- Häusliche Szene 1831
- Der blinde Dorfgeiger 1833
- Das Innere eines Bauernhofes
- Der erste Zahn 1834
- Der Dorfschulmeister 1835
- Inneres einer Dorfschule
- Der Dorfrichter
- Beim Zahnarzt 1839
- Die erzählende Grossmutter